# Comunele Cehiei (M)
Aceasta este o listă a comunelor din Republica Cehă care încep cu litera M.
Această listă este generată cu date din Wikidata și este actualizată periodic de un robot.
 Editările făcute în listă vor fi șterse la următoarea actualizare!
| #   | Comună                 | Populație | Suprafață (km2) | District                       |
| --- | ---------------------- | --------- | --------------- | ------------------------------ |
| 1   | Most                   | 63.474    | 86,94           | districtul Most                |
| 2   | Mladá Boleslav         | 47.346    | 28,9            | districtul Mladá Boleslav      |
| 3   | Mělník                 | 20.278    | 24,96           | districtul Mělník              |
| 4   | Milovice               | 14.270    | 28,31           | districtul Nymburk             |
| 5   | Mariánské Lázně        | 14.052    | 51,79           | districtul Cheb                |
| 6   | Mohelnice              | 9.782     | 46,2            | districtul Šumperk             |
| 7   | Moravská Třebová       | 9.550     | 42,05           | districtul Svitavy             |
| 8   | Mnichovo Hradiště      | 9.048     | 34,32           | districtul Mladá Boleslav      |
| 9   | Milevsko               | 7.950     | 42,32           | districtul Písek               |
| 10  | Mikulov                | 7.577     | 45,32           | districtul Břeclav             |
| 11  | Moravské Budějovice    | 7.098     | 37,13           | districtul Třebíč              |
| 12  | Mníšek pod Brdy        | 6.432     | 26,5            | districtul Praha-západ         |
| 13  | Mimoň                  | 6.387     | 15,48           | districtul Česká Lípa          |
| 14  | Modřice                | 5.755     | 10,05           | districtul Brno-venkov         |
| 15  | Moravský Krumlov       | 5.667     | 49,56           | districtul Znojmo              |
| 16  | Meziboří               | 4.597     | 14,36           | districtul Most                |
| 17  | Mnichovice             | 4.156     | 8,32            | districtul Praha-východ        |
| 18  | Mutěnice               | 3.735     | 32,37           | districtul Hodonín             |
| 19  | Mosty u Jablunkova     | 3.649     | 33,92 33,79     | districtul Frýdek-Místek       |
| 20  | Moravany               | 3.554     | 6,64            | districtul Brno-venkov         |
| 21  | Město Albrechtice      | 3.375     | 65,28           | districtul Bruntál             |
| 22  | Miroslav               | 3.054     | 26,6            | districtul Znojmo              |
| 23  | Mukařov                | 3.024     | 6,33            | districtul Praha-východ        |
| 24  | Morkovice-Slížany      | 2.975     | 21,15           | districtul Kroměříž            |
| 25  | Mokrá-Horákov          | 2.908     | 12,16           | districtul Brno-venkov         |
| 26  | Městec Králové         | 2.878     | 19,87           | districtul Nymburk             |
| 27  | Moravský Beroun        | 2.804     | 51,22           | districtul Olomouc             |
| 28  | Mladá Vožice           | 2.705     | 31,59           | districtul Tábor               |
| 29  | Moravská Nová Ves      | 2.659     | 23,41           | districtul Břeclav             |
| 30  | Mikulovice             | 2.482     | 33,3            | districtul Jeseník             |
| 31  | Město Touškov          | 2.444     | 9,63            | districtul Plzeň-sever         |
| 32  | Mořkov                 | 2.383     | 10,72           | districtul Nový Jičín          |
| 33  | Meziměstí              | 2.324     | 25,71           | districtul Náchod              |
| 34  | Mladé Buky             | 2.287     | 26,78           | districtul Trutnov             |
| 35  | Mirošov                | 2.248     | 13,63           | districtul Rokycany            |
| 36  | Markvartovice          | 2.211     | 6,79            | districtul Opava               |
| 37  | Milín                  | 2.209     | 24,13           | districtul Příbram             |
| 38  | Měšice                 | 2.181     | 4,43            | districtul Praha-východ        |
| 39  | Mikulášovice           | 2.092     | 25,85           | districtul Děčín               |
| 40  | Moravský Písek         | 2.028     | 14,89           | districtul Hodonín             |
| 41  | Měřín                  | 2.011     | 17,87           | districtul Žďár nad Sázavou    |
| 42  | Mikulčice              | 1.973     | 15,3            | districtul Hodonín             |
| 43  | Milotice               | 1.910     | 12,66           | districtul Hodonín             |
| 44  | Měnín                  | 1.897     | 21,16           | districtul Brno-venkov         |
| 45  | Malšice                | 1.893     | 38,61           | districtul Tábor               |
| 46  | Mšené-lázně            | 1.886     | 37,26           | districtul Litoměřice          |
| 47  | Moravany               | 1.873     | 16,41           | districtul Pardubice           |
| 48  | Mníšek                 | 1.799     | 25,44           | districtul Liberec             |
| 49  | Metylovice             | 1.790     | 11,15           | districtul Frýdek-Místek       |
| 50  | Mírová pod Kozákovem   | 1.752     | 19,24           | districtul Semily              |
| 51  | Medlov                 | 1.711     | 31,29           | districtul Olomouc             |
| 52  | Mochov                 | 1.648     | 9,32            | districtul Praha-východ        |
| 53  | Mostkovice             | 1.646     | 8,34            | districtul Prostějov           |
| 54  | Mirovice               | 1.623     | 22,04           | districtul Písek               |
| 55  | Mýto                   | 1.602     | 17,8            | districtul Rokycany            |
| 56  | Malé Svatoňovice       | 1.596     | 6,74            | districtul Trutnov             |
| 57  | Mirošovice             | 1.507     | 5,37            | districtul Praha-východ        |
| 58  | Moravský Žižkov        | 1.497     | 13,54           | districtul Břeclav             |
| 59  | Malonty                | 1.461     | 61,3            | districtul Český Krumlov       |
| 60  | Mšeno                  | 1.415     | 26,74           | districtul Mělník              |
| 61  | Mratín                 | 1.404     | 4,9             | districtul Praha-východ        |
| 62  | Městečko Trnávka       | 1.402     | 50,28           | districtul Svitavy             |
| 63  | Mohelno                | 1.386     | 17,54           | districtul Třebíč              |
| 64  | Moravičany             | 1.379     | 12,15           | districtul Šumperk             |
| 65  | Mikulovice             | 1.344     | 3,44            | districtul Pardubice           |
| 66  | Milíkov                | 1.325     | 9,16            | districtul Frýdek-Místek       |
| 67  | Morávka                | 1.315     | 87,29           | districtul Frýdek-Místek       |
| 68  | Miřetice               | 1.313     | 17,14           | districtul Chrudim             |
| 69  | Malá Skála             | 1.255     | 10              | districtul Jablonec nad Nisou  |
| 70  | Meclov                 | 1.237     | 31,98           | districtul Domažlice           |
| 71  | Mirotice               | 1.232     | 25,6            | districtul Písek               |
| 72  | Merklín                | 1.188     | 17,01           | districtul Plzeň-jih           |
| 73  | Mostek                 | 1.188     | 13,31           | districtul Trutnov             |
| 74  | Majetín                | 1.188     | 9,5             | districtul Olomouc             |
| 75  | Mistřice               | 1.180     | 10,02           | districtul Uherské Hradiště    |
| 76  | Malá Hraštice          | 1.175     | 9,28            | districtul Příbram             |
| 77  | Mokré Lazce            | 1.167     | 10,55           | districtul Opava               |
| 78  | Mochtín                | 1.159     | 23,97           | districtul Klatovy             |
| 79  | Moutnice               | 1.158     | 7,09            | districtul Brno-venkov         |
| 80  | Moravské Knínice       | 1.153     | 13,23           | districtul Brno-venkov         |
| 81  | Modlany                | 1.153     | 10,11           | districtul Teplice             |
| 82  | Mrákov                 | 1.150     | 20,66           | districtul Domažlice           |
| 83  | Miskovice              | 1.145     | 19,21           | districtul Kutná Hora          |
| 84  | Malý Újezd             | 1.138     | 12,25           | districtul Mělník              |
| 85  | Manětín                | 1.136     | 84,64           | districtul Plzeň-sever         |
| 86  | Měčín                  | 1.122     | 38,9            | districtul Klatovy             |
| 87  | Malešov                | 1.054     | 14,28           | districtul Kutná Hora          |
| 88  | Machov                 | 1.049     | 19,39           | districtul Náchod              |
| 89  | Malšovice              | 1.034     | 13,03           | districtul Děčín               |
| 90  | Malhostovice           | 1.028     | 11,51           | districtul Brno-venkov         |
| 91  | Mělnické Vtelno        | 1.016     | 26,3            | districtul Mělník              |
| 92  | Málkov                 | 1.002     | 21,89           | districtul Chomutov            |
| 93  | Moravské Bránice       | 994       | 8,21            | districtul Brno-venkov         |
| 94  | Měcholupy              | 987       | 29,16           | districtul Louny               |
| 95  | Miletín                | 958       | 8,93            | districtul Jičín               |
| 96  | Mořina                 | 940       | 9,83            | districtul Beroun              |
| 97  | Medlov                 | 902       | 10,19           | districtul Brno-venkov         |
| 98  | Miličín                | 885       | 25,72           | districtul Benešov             |
| 99  | Mšec                   | 882       | 14,2            | districtul Rakovník            |
| 100 | Měchenice              | 873       | 1,33            | districtul Praha-západ         |
| 101 | Merklín                | 871       | 23,41           | districtul Karlovy Vary        |
| 102 | Mrač                   | 870       | 6,15            | districtul Benešov             |
| 103 | Mrákotín               | 868       | 18,27           | districtul Jihlava             |
| 104 | Martinice              | 866       | 4,76            | districtul Kroměříž            |
| 105 | Malečov                | 854       | 23,68           | districtul Ústí nad Labem      |
| 106 | Mutějovice             | 846       | 13,21           | districtul Rakovník            |
| 107 | Malešovice             | 838       | 9,2             | districtul Brno-venkov         |
| 108 | Mikulůvka              | 827       | 13,12           | districtul Vsetín              |
| 109 | Morašice               | 816       | 13,01           | districtul Chrudim             |
| 110 | Martiněves             | 807       | 20,12           | districtul Litoměřice          |
| 111 | Mokrovraty             | 804       | 13,79           | districtul Příbram             |
| 112 | Malenovice             | 790       | 13              | districtul Frýdek-Místek       |
| 113 | Maršovice              | 786       | 24,19           | districtul Benešov             |
| 114 | Mošnov                 | 763       | 12,08           | districtul Nový Jičín          |
| 115 | Markvartice            | 742       | 8,55            | districtul Děčín               |
| 116 | Morašice               | 735       | 12,43           | districtul Svitavy             |
| 117 | Mladějovice            | 730       | 10,44           | districtul Olomouc             |
| 118 | Malé Žernoseky         | 730       | 3,32            | districtul Litoměřice          |
| 119 | Malenice               | 729       | 9,87            | districtul Strakonice          |
| 120 | Mysločovice            | 722       | 3,59            | districtul Zlín                |
| 121 | Mladeč                 | 721       | 12,07           | districtul Olomouc             |
| 122 | Míškovice              | 716       | 7,18            | districtul Kroměříž            |
| 123 | Milešovice             | 716       | 6,71            | districtul Vyškov              |
| 124 | Machová                | 702       | 3,15            | districtul Zlín                |
| 125 | Malovice               | 698       | 24,78           | districtul Prachatice          |
| 126 | Moravany               | 698       | 10,9            | districtul Hodonín             |
| 127 | Mrsklesy               | 698       | 5,55            | districtul Olomouc             |
| 128 | Modrá                  | 698       | 1,82            | districtul Uherské Hradiště    |
| 129 | Měrovice nad Hanou     | 696       | 7,92            | districtul Přerov              |
| 130 | Moravec                | 693       | 5,51            | districtul Žďár nad Sázavou    |
| 131 | Myslibořice            | 685       | 11,22           | districtul Třebíč              |
| 132 | Mladý Smolivec         | 670       | 30,4            | districtul Plzeň-jih           |
| 133 | Myslejovice            | 670       | 6,94            | districtul Prostějov           |
| 134 | Melč                   | 662       | 14,02           | districtul Opava               |
| 135 | Mšecké Žehrovice       | 657       | 14,05           | districtul Rakovník            |
| 136 | Mikulovice             | 651       | 13,79           | districtul Znojmo              |
| 137 | Měník                  | 651       | 9,6             | districtul Hradec Králové      |
| 138 | Mistrovice             | 641       | 4,61            | districtul Ústí nad Orlicí     |
| 139 | Malý Beranov           | 635       | 1               | districtul Jihlava             |
| 140 | Malá Morávka           | 632       | 61,56           | districtul Bruntál             |
| 141 | Maršovice              | 627       | 1,76            | districtul Jablonec nad Nisou  |
| 142 | Maleč                  | 620       | 12,1            | districtul Havlíčkův Brod      |
| 143 | Martinice v Krkonoších | 620       | 3,27            | districtul Semily              |
| 144 | Modletice              | 595       | 3,44            | districtul Praha-východ        |
| 145 | Moravskoslezský Kočov  | 592       | 14,98           | districtul Bruntál             |
| 146 | Milavče                | 592       | 12,18           | districtul Domažlice           |
| 147 | Moravské Málkovice     | 592       | 3,65            | districtul Vyškov              |
| 148 | Mezouň                 | 592       | 3,06            | districtul Beroun              |
| 149 | Mnetěš                 | 588       | 7,65            | districtul Litoměřice          |
| 150 | Mříčná                 | 582       | 10,05           | districtul Semily              |
| 151 | Mečeříž                | 568       | 7,06            | districtul Mladá Boleslav      |
| 152 | Mašťov                 | 567       | 23,05           | districtul Chomutov            |
| 153 | Malé Kyšice            | 562       | 4,19            | districtul Kladno              |
| 154 | Město Libavá           | 560       | 29,33           | districtul Olomouc             |
| 155 | Mladotice              | 560       | 22,63           | districtul Plzeň-sever         |
| 156 | Mlázovice              | 557       | 8,52            | districtul Jičín               |
| 157 | Mladějov               | 554       | 12,05           | districtul Jičín               |
| 158 | Mašovice               | 550       | 11,14           | districtul Znojmo              |
| 159 | Mladkov                | 542       | 12,8            | districtul Ústí nad Orlicí     |
| 160 | Makotřasy              | 534       | 4,33            | districtul Kladno              |
| 161 | Mankovice              | 531       | 10,12           | districtul Nový Jičín          |
| 162 | Morkůvky               | 529       | 6,75            | districtul Břeclav             |
| 163 | Mořice                 | 529       | 4,51            | districtul Prostějov           |
| 164 | Malé Březno            | 525       | 11,06           | districtul Ústí nad Labem      |
| 165 | Martínkovice           | 522       | 14,16           | districtul Náchod              |
| 166 | Maršov                 | 522       | 7,49            | districtul Brno-venkov         |
| 167 | Markvartice            | 518       | 23,09           | districtul Jičín               |
| 168 | Mirkovice              | 517       | 15,49           | districtul Český Krumlov       |
| 169 | Malá Morava            | 509       | 68,28           | districtul Šumperk             |
| 170 | Mělčany                | 498       | 7,43            | districtul Brno-venkov         |
| 171 | Malý Bor               | 495       | 15,07           | districtul Klatovy             |
| 172 | Mouřínov               | 495       | 11,53           | districtul Vyškov              |
| 173 | Milovice               | 493       | 6,51            | districtul Břeclav             |
| 174 | Majdalena              | 482       | 12,96           | districtul Jindřichův Hradec   |
| 175 | Martinice              | 468       | 6,04            | districtul Žďár nad Sázavou    |
| 176 | Mladějov na Moravě     | 462       | 9,27            | districtul Svitavy             |
| 177 | Mariánské Radčice      | 460       | 12,49           | districtul Most                |
| 178 | Mžany                  | 456       | 7,87            | districtul Hradec Králové      |
| 179 | Medlovice              | 455       | 2,92            | districtul Uherské Hradiště    |
| 180 | Městečko               | 449       | 14,41           | districtul Rakovník            |
| 181 | Maletín                | 442       | 18,56           | districtul Šumperk             |
| 182 | Myslkovice             | 441       | 4,88            | districtul Tábor               |
| 183 | Milotice nad Opavou    | 440       | 19,23           | districtul Bruntál             |
| 184 | Malá Veleň             | 439       | 5,03            | districtul Děčín               |
| 185 | Milenov                | 435       | 6,23            | districtul Přerov              |
| 186 | Modřišice              | 433       | 3,46            | districtul Semily              |
| 187 | Myslív                 | 427       | 15,74           | districtul Klatovy             |
| 188 | Medlovice              | 427       | 3,61            | districtul Vyškov              |
| 189 | Místo                  | 424       | 13,39           | districtul Chomutov            |
| 190 | Mcely                  | 423       | 13,38           | districtul Nymburk             |
| 191 | Mladošovice            | 420       | 17,52           | districtul České Budějovice    |
| 192 | Mnich                  | 408       | 19,71           | districtul Pelhřimov           |
| 193 | Močovice               | 402       | 4,9             | districtul Kutná Hora          |
| 194 | Mladoňovice            | 398       | 10,01           | districtul Třebíč              |
| 195 | Mnichov                | 392       | 27,87           | districtul Cheb                |
| 196 | Máslovice              | 390       | 3,09            | districtul Praha-východ        |
| 197 | Malé Hradisko          | 385       | 6,79            | districtul Prostějov           |
| 198 | Malíkovice             | 385       | 6,25            | districtul Kladno              |
| 199 | Mackovice              | 383       | 11,8            | districtul Znojmo              |
| 200 | Mezno                  | 382       | 15,63           | districtul Benešov             |
| 201 | Mezina                 | 380       | 11,41           | districtul Bruntál             |
| 202 | Malotice               | 369       | 8,57            | districtul Kolín               |
| 203 | Milonice               | 362       | 4,98            | districtul Vyškov              |
| 204 | Malhotice              | 359       | 7,68            | districtul Přerov              |
| 205 | Mileč                  | 355       | 16,37           | districtul Plzeň-jih           |
| 206 | Mokrovousy             | 355       | 4,87            | districtul Hradec Králové      |
| 207 | Mírová                 | 355       | 3,9             | districtul Karlovy Vary        |
| 208 | Mičovice               | 353       | 23,37           | districtul Prachatice          |
| 209 | Mírov                  | 353       | 13,57           | districtul Šumperk             |
| 210 | Miroslavské Knínice    | 347       | 8,64            | districtul Znojmo              |
| 211 | Makov                  | 344       | 6,9             | districtul Svitavy             |
| 212 | Mrtník                 | 342       | 3,91            | districtul Plzeň-sever         |
| 213 | Mokrouše               | 342       | 2,74            | districtul Plzeň-město         |
| 214 | Mrákotín               | 340       | 5,18            | districtul Chrudim             |
| 215 | Milešov                | 330       | 15,51           | districtul Příbram             |
| 216 | Mladoňovice            | 330       | 12,4            | districtul Chrudim             |
| 217 | Mařenice               | 327       | 26,55           | districtul Česká Lípa          |
| 218 | Mlečice                | 326       | 10,68           | districtul Rokycany            |
| 219 | Milovice u Hořic       | 320       | 3,29            | districtul Jičín               |
| 220 | Mířkov                 | 319       | 17,63           | districtul Domažlice           |
| 221 | Malá Bystřice          | 318       | 18,32           | districtul Vsetín              |
| 222 | Milhostov              | 316       | 17,63           | districtul Cheb                |
| 223 | Mouchnice              | 316       | 12,73           | districtul Hodonín             |
| 224 | Milostín               | 316       | 7,18            | districtul Rakovník            |
| 225 | Měrunice               | 314       | 11,49           | districtul Teplice             |
| 226 | Milotice nad Bečvou    | 310       | 4,55            | districtul Přerov              |
| 227 | Mojné                  | 308       | 8,51            | districtul Český Krumlov       |
| 228 | Měňany                 | 303       | 8,16            | districtul Beroun              |
| 229 | Mydlovary              | 301       | 4,12            | districtul České Budějovice    |
| 230 | Mačkov                 | 300       | 5,08            | districtul Strakonice          |
| 231 | Mikolajice             | 299       | 7,4             | districtul Opava               |
| 232 | Mladé Bříště           | 298       | 5,33            | districtul Pelhřimov           |
| 233 | Milčice                | 293       | 6,51            | districtul Nymburk             |
| 234 | Malé Přítočno          | 291       | 1,85            | districtul Kladno              |
| 235 | Milíkov                | 288       | 19,48           | districtul Cheb                |
| 236 | Markvartice            | 288       | 3,2             | districtul Třebíč              |
| 237 | Mečichov               | 285       | 8,86            | districtul Strakonice          |
| 238 | Mutěnice               | 279       | 2,28            | districtul Strakonice          |
| 239 | Medový Újezd           | 278       | 13,31           | districtul Rokycany            |
| 240 | Myslinka               | 278       | 3,7             | districtul Plzeň-sever         |
| 241 | Malá Losenice          | 277       | 7,65            | districtul Žďár nad Sázavou    |
| 242 | Měrotín                | 276       | 2,14            | districtul Olomouc             |
| 243 | Mostek                 | 275       | 4,69            | districtul Ústí nad Orlicí     |
| 244 | Mrlínek                | 272       | 3,94 3,93       | districtul Kroměříž            |
| 245 | Měšín                  | 270       | 7,08            | districtul Jihlava             |
| 246 | Mutěnín                | 268       | 15,48           | districtul Domažlice           |
| 247 | Míčov-Sušice           | 267       | 12,37           | districtul Chrudim             |
| 248 | Mikuleč                | 265       | 9,92            | districtul Svitavy             |
| 249 | Myštice                | 264       | 15,81           | districtul Strakonice          |
| 250 | Mišovice               | 261       | 14,82           | districtul Písek               |
| 251 | Miloňovice             | 255       | 6,28            | districtul Strakonice          |
| 252 | Mnichov                | 251       | 8,31            | districtul Strakonice          |
| 253 | Malé Březno            | 250       | 19,09           | districtul Most                |
| 254 | Mezilesí               | 245       | 2,36            | districtul Náchod              |
| 255 | Milíře                 | 244       | 14,89           | districtul Tachov              |
| 256 | Moravice               | 244       | 11,11           | districtul Opava               |
| 257 | Mlékosrby              | 244       | 5,82            | districtul Hradec Králové      |
| 258 | Martínkov              | 243       | 10,05           | districtul Třebíč              |
| 259 | Miřetice               | 240       | 2,45            | districtul Benešov             |
| 260 | Mazelov                | 231       | 8,63            | districtul České Budějovice    |
| 261 | Mlékojedy              | 228       | 2,83            | districtul Litoměřice          |
| 262 | Milínov                | 224       | 12,27           | districtul Plzeň-jih           |
| 263 | Michalovice            | 222       | 4,09            | districtul Havlíčkův Brod      |
| 264 | Mnichovice             | 221       | 9,21            | districtul Benešov             |
| 265 | Morašice               | 221       | 5,58            | districtul Znojmo              |
| 266 | Máslojedy              | 219       | 4,61            | districtul Hradec Králové      |
| 267 | Miřejovice             | 219       | 1,98            | districtul Litoměřice          |
| 268 | Mnichov                | 218       | 14,25           | districtul Domažlice           |
| 269 | Malá Roudka            | 215       | 3,86            | districtul Blansko             |
| 270 | Milý                   | 213       | 8,7             | districtul Rakovník            |
| 271 | Mukařov                | 212       | 11,02           | districtul Mladá Boleslav      |
| 272 | Měcholupy              | 210       | 12,91           | districtul Plzeň-jih           |
| 273 | Mikulovice             | 210       | 4,18            | districtul Třebíč              |
| 274 | Mikulov                | 210       | 3,19            | districtul Teplice             |
| 275 | Malčín                 | 209       | 12,74           | districtul Havlíčkův Brod      |
| 276 | Mastník                | 208       | 5,3             | districtul Třebíč              |
| 277 | Moraveč                | 204       | 9,01            | districtul Pelhřimov           |
| 278 | Mysliboř               | 203       | 7,39            | districtul Jihlava             |
| 279 | Myštěves               | 203       | 5,72            | districtul Hradec Králové      |
| 280 | Matějov                | 201       | 9,82            | districtul Žďár nad Sázavou    |
| 281 | Milíčovice             | 198       | 6,94            | districtul Znojmo              |
| 282 | Markvartice            | 197       | 6,41            | districtul Jihlava             |
| 283 | Merboltice             | 195       | 8,25            | districtul Děčín               |
| 284 | Maršov u Úpice         | 191       | 3,31            | districtul Trutnov             |
| 285 | Malíč                  | 188       | 1,41            | districtul Litoměřice          |
| 286 | Mokré                  | 183       | 5,89            | districtul Rychnov nad Kněžnou |
| 287 | Meziříčí               | 183       | 5,75            | districtul Tábor               |
| 288 | Meziříčko              | 175       | 8,84            | districtul Žďár nad Sázavou    |
| 289 | Mokošín                | 174       | 1,7             | districtul Pardubice           |
| 290 | Moldava                | 173       | 32,42           | districtul Teplice             |
| 291 | Míchov                 | 171       | 3,01            | districtul Blansko             |
| 292 | Michalovice            | 171       | 0,83            | districtul Litoměřice          |
| 293 | Mezná                  | 170       | 8,24            | districtul Pelhřimov           |
| 294 | Mrzky                  | 169       | 2,86            | districtul Kolín               |
| 295 | Malšín                 | 168       | 27,12           | districtul Český Krumlov       |
| 296 | Mirošov                | 168       | 4,13            | districtul Jihlava             |
| 297 | Mořinka                | 166       | 7,03            | districtul Beroun              |
| 298 | Malá Vrbka             | 166       | 4,45            | districtul Hodonín             |
| 299 | Malá Lhota             | 166       | 2,63            | districtul Blansko             |
| 300 | Milonice               | 165       | 2,59            | districtul Blansko             |
| 301 | Medlice                | 164       | 6,98            | districtul Znojmo              |
| 302 | Modlíkov               | 160       | 5,09            | districtul Havlíčkův Brod      |
| 303 | Malá Úpa               | 157       | 26,66           | districtul Trutnov             |
| 304 | Medonosy               | 154       | 14,89           | districtul Mělník              |
| 305 | Mahouš                 | 154       | 5,96            | districtul Prachatice          |
| 306 | Mladecko               | 152       | 2,65            | districtul Opava               |
| 307 | Měděnec                | 150       | 12,79           | districtul Chomutov            |
| 308 | Malínky                | 150       | 3,41            | districtul Vyškov              |
| 309 | Milíčov                | 144       | 6,53            | districtul Jihlava             |
| 310 | Mokrosuky              | 143       | 6,97            | districtul Klatovy             |
| 311 | Mezilečí               | 142       | 5,2             | districtul Náchod              |
| 312 | Mirošov                | 141       | 6,85            | districtul Žďár nad Sázavou    |
| 313 | Mažice                 | 141       | 5,52            | districtul Tábor               |
| 314 | Malé Výkleky           | 138       | 2,13            | districtul Pardubice           |
| 315 | Menhartice             | 136       | 4,74            | districtul Třebíč              |
| 316 | Mysletice              | 133       | 2,92            | districtul Jihlava             |
| 317 | Myslovice              | 125       | 4,06            | districtul Klatovy             |
| 318 | Mezholezy              | 122       | 10,13           | districtul Domažlice           |
| 319 | Mezholezy              | 122       | 3,72            | districtul Domažlice           |
| 320 | Málkov                 | 121       | 3,4             | districtul Beroun              |
| 321 | Mlýny                  | 120       | 7,7             | districtul Tábor               |
| 322 | Mysletín               | 116       | 4,15            | districtul Pelhřimov           |
| 323 | Míšov                  | 114       | 9,88            | districtul Plzeň-jih           |
| 324 | Masojedy               | 114       | 1,8             | districtul Kolín               |
| 325 | Malá Víska             | 113       | 10,19           | districtul Beroun              |
| 326 | Malá Štáhle            | 113       | 2,81            | districtul Bruntál             |
| 327 | Mezná                  | 112       | 5,07            | districtul Tábor               |
| 328 | Mokrý Lom              | 108       | 3,56            | districtul České Budějovice    |
| 329 | Modrava                | 107       | 81,64           | districtul Klatovy             |
| 330 | Malinová               | 105       | 3,28            | districtul Rakovník            |
| 331 | Modřovice              | 105       | 3,19            | districtul Příbram             |
| 332 | Mezilesí               | 104       | 6,99            | districtul Pelhřimov           |
| 333 | Malíkov                | 103       | 4,1             | districtul Svitavy             |
| 334 | Modrá Hůrka            | 102       | 3,96            | districtul České Budějovice    |
| 335 | Morašice               | 96        | 4,47            | districtul Pardubice           |
| 336 | Myslín                 | 95        | 4,15            | districtul Písek               |
| 337 | Mohelnice nad Jizerou  | 91        | 2,68            | districtul Mladá Boleslav      |
| 338 | Meziříčko              | 85        | 4,98            | districtul Třebíč              |
| 339 | Milešín                | 85        | 2,92            | districtul Žďár nad Sázavou    |
| 340 | Mešno                  | 83        | 5,82            | districtul Rokycany            |
| 341 | Močerady               | 78        | 6,67            | districtul Domažlice           |
| 342 | Mohelnice              | 74        | 2,94            | districtul Plzeň-jih           |
| 343 | Mezihoří               | 69        | 1,8             | districtul Klatovy             |
| 344 | Milejovice             | 68        | 6,25            | districtul Strakonice          |
| 345 | Mlýnské Struhadlo      | 54        | 4,04            | districtul Klatovy             |
| 346 | Martinice u Onšova     | 52        | 4,69            | districtul Pelhřimov           |
| 347 | Měkynec                | 51        | 3,51            | districtul Strakonice          |
| 348 | Makov                  | 51        | 2,54            | districtul Blansko             |
| 349 | Moravecké Pavlovice    | 50        | 4,82            | districtul Žďár nad Sázavou    |
| 350 | Milasín                | 50        | 2,18            | districtul Žďár nad Sázavou    |
| 351 | Maňovice               | 47        | 2,83            | districtul Klatovy             |
| 352 | Mutkov                 | 45        | 5,64            | districtul Olomouc             |
| 353 | Minice                 | 28        | 3,5             | districtul Písek               |